# Gien-sur-Cure
Gien-sur-Cure – miejscowość i gmina we Francji, w regionie Burgundia-Franche-Comté, w departamencie Nièvre. W 2013 roku jej populacja wynosiła 100 mieszkańców. Przez gminę przepływa rzeka Cure. 